# Svanefjorden
Svanefjorden (eller Svanfjorden) och Östebosjön (ibland Österbosjön) är en sjö i Melleruds kommun och Åmåls kommun i Dalsland och ingår i Göta älvs huvudavrinningsområde. Sjön har en area på 12,1 kvadratkilometer och ligger 44,2 meter över havet.

## Delavrinningsområde
Svanefjorden ingår i det delavrinningsområde (652586-130776) som SMHI kallar för Utloppet av Svanefjorden. Medelhöjden är 54 meter över havet och ytan är 30,62 kvadratkilometer. Räknas de 319 avrinningsområdena uppströms in blir den ackumulerade arean 3 480,54 kvadratkilometer. Upperudsälven som avvattnar avrinningsområdet har biflödesordning 2, vilket innebär att vattnet flödar genom totalt 2 vattendrag innan det når havet efter 160 kilometer. Avrinningsområdet består mestadels av skog (51 procent). Avrinningsområdet har 12,34 kvadratkilometer vattenytor vilket ger det en sjöprocent på 40,3 procent.